# Sheldonian Theatre

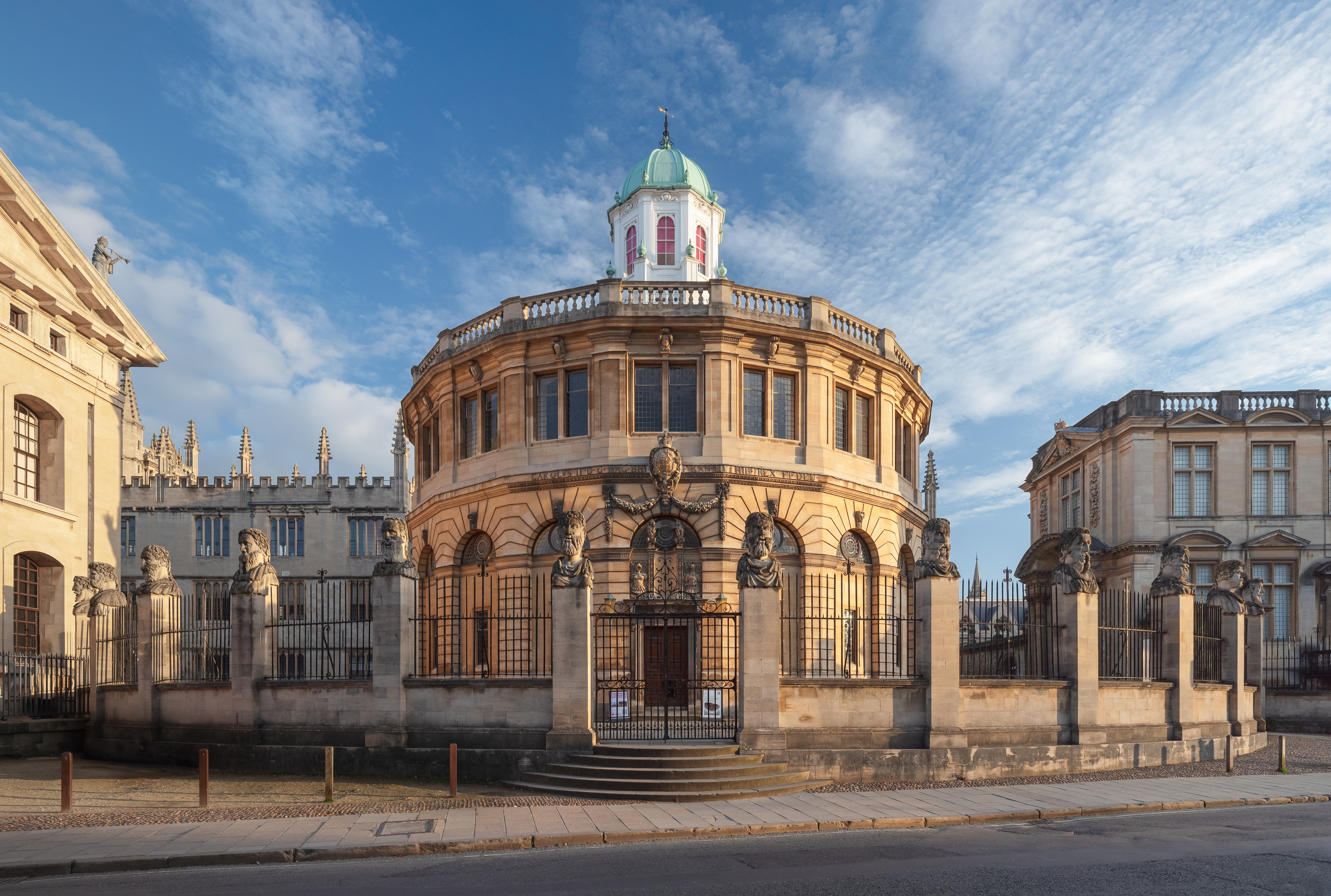
Sheldonian Theatre

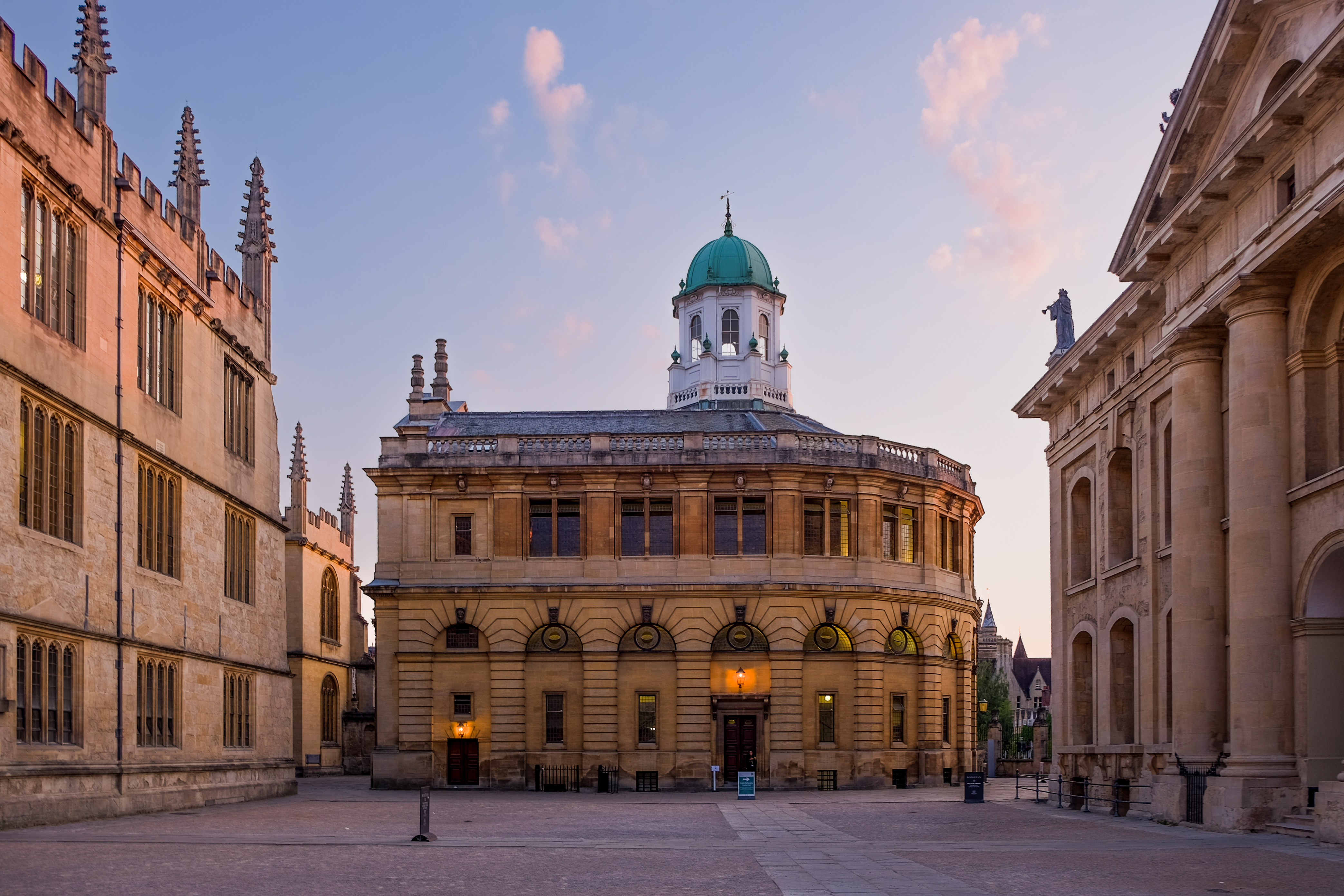
Das Gebäude im Umfeld der Bodleian Library (l.) und dem Clarendon Building (r.)

Das Sheldonian Theatre ist ein Veranstaltungsgebäude der Universität Oxford. Es wurde 1669 eröffnet und ist nach seinem Stifter Gilbert Sheldon, dem damaligen Erzbischof von Canterbury und Kanzler der Universität, benannt. Es befindet sich in unmittelbarer Nähe zur Bodleian Library sowie dem Clarendon Building.

## Gebäude
Das Theater war das erste größere Projekt des Architekten Christopher Wren. Als Vorlage für das klassizistische Bauwerk diente Wren das antike Marcellus-Theater in Rom. Die Illusion eines offenen Himmelszeltes vermittelt das Deckengemälde von Robert Streater, das den Triumph der Wissenschaft über die Unwissenheit darstellt.
1720 bis 1727 fand eine Restaurierung, in deren Zuge Renatus Harris eine Orgel einbaute, statt.

## Nutzung
Das Gebäude dient für Konzerte, Vorlesungen und universitäre Zeremonien wie Matrikulations- und Promotionsfeiern.
Bei der Encaenia, der jährlich im Juni stattfindenden festlichsten Zeremonie der Universität, ziehen die Würdenträger der Universität in einem Festzug zum Sheldonian Theatre, in dem dann die eigentliche Veranstaltung mit der Verleihung von Ehrendoktoraten an bekannte Persönlichkeiten stattfindet.
Die Uraufführung von Händels Oratorium Athalia fand am 10. Juli 1733 im Sheldonian Theatre statt.
Der Oxford Bach Choir gibt jährlich mindestens drei Konzerte im Sheldonian Theatre.